# Pedrosia glauca
Pedrosia glauca là một loài thực vật có hoa trong họ Đậu. Loài này được (Dryand. ex Aiton) Lowe mô tả khoa học đầu tiên năm 1856.